# Serge Martinengo de Novack
Serge Martinengo de Novack (Thio, 18 ottobre 1946) è un allenatore di calcio francese.

## Carriera
Ha allenato, dal 2002 al 2004, la Nazionale neocaledoniana. Ha partecipato, con la Nazionale neocaledoniana, alla Coppa d'Oceania 2002, arrivando ai gironi nella fase preliminare della competizione. Ha terminato l'esperienza da commissario tecnico della Nazionale neocaledoniana nel 2004.